# Schizidium osellai
Schizidium osellai là một loài chân đều trong họ Armadillidiidae. Loài này được Schmalfuss miêu tả khoa học năm 1988.